# MSN Grupos
O Grupos da MSN foi uma parte da MSN que hospedava comunidades virtuais, encerrado em fevereiro de 2009, como parte da migração dos serviços MSN para Windows live, e seus usuários foram convidados a migrar suas comunidades para o parceiro Multiply. O serviço Grupos do Windows live não se tornou uma continuação do equivalente na MSN (como o Windows live spaces).

## História
Desde 1995, havia várias comunidades na MSN, todas administradas pela MSN, com grupos de discussão reais e salas de bate papo IRC. Elas não eram facilmente atualizáveis, pois apenas os membros da equipe da Comunidades da MSN podiam atualizar a única página que cada "comunidade" tinha. Havia uma para cada interesse genérico. Por volta de 1998-1999, a MSN criou as home pages, que eram sites reais, muito parecidos com o Tripod ou o GeoCities. Estas não tinham quadros de mensagens ou salas de bate papo anexados. A MSN eliminou essas home pages por volta de 2001-2002, não muito tempo depois de introduzirem as páginas personalizadas e arquivos (mais tarde chamados de Documentos) na Comunidades da MSN, posteriormente chamadas de Grupos.
Além do conteúdo geral e da comunidade fornecidos por muitos desses grupos, eles competiam pelas dez primeiras colocações.
O recurso "faça seu próprio grupo" surgiu no verão de 1999, quando a MSN acabou com as salas de bate papo IRC para grupos de notícias reais. Painéis de mensagens, salas de bate papo, uma página inicial personalizável e álbuns de fotos foram adicionados. Gradualmente, as páginas de lista, páginas personalizadas e páginas de documentos foram adicionadas. Os grupos oficiais da MSN tinham como ícone a “borboleta” da MSN, os grupos considerados “cool” tinham o “óculos de sol”, os grupos privados tinham o “cadeado” e os grupos maduros tinham o “cachimbo de fumar”. Anteriormente, os grupos "adultos" também tinham seu próprio ícone.
O grupo de fãs de Doctor Who construção de Tardis começou no Grupos da MSN, em 2002, antes de se mudar para a Proboards e então para o seu próprio site.
Em 2005, todos os grupos "adultos" foram transferidos para o World Groups. Criar ou alterar um grupo para "adulto" não era mais possível na MSN. A remoção de todos os grupos "adultos" foi processada em 28 de novembro de 2005. Em 16 de outubro de 2006, os bate papos em todos os Grupos da MSN foram removidos durante o cancelamento do serviço de bate papo da MSN [en]. As salas de bate papo do Grupos da MSN  foram removidas do sistema de gerenciamento de conteúdo (S.G.M.)porque o bate papo de assinatura da MSN não era mais lucrativo e devido a problemas de segurança para crianças.

## Recursos
- Os membros do Grupos da MSN podiam usar e contribuir para painéis de mensagens, pastas de documentos, álbuns de fotos e páginas de listas. Algumas áreas podiam ser acessíveis apenas a administradores/gerentes [en].
- Uma página da web personalizada dava ao usuário a opção de usar a interface WYSIWYG[b] ou HTML[c]. A MSN limitava o uso de alguns códigos em HTML[c] e o JavaScript não podia ser colocado em nenhuma página devido a questões de segurança. Na interface WYSIWYG[b] existiam ferramentas para adicionar imagens, selecionar cores de fundo e de texto, criar tabelas, emoticons, fontes, parágrafos, tamanhos de texto, etc.
- Cada grupo criado vinha com um quadro de mensagens padrão chamado "geral". Outros quadros de mensagens podiam ser criados para outros tópicos. Os membros podiam participar do grupo adicionando mensagens e respondendo usando a mesma interface usada para criar uma página da web personalizada. Alternativamente, um e-mail podia ser enviado para o endereço de e-mail do grupo e a mensagem apareceria no quadro de mensagens geral. Para reduzir o spam, apenas e-mails de membros podiam ser enviados. Portanto, mesmo que um membro de um grupo enviasse uma mensagem, ele precisaria usar o endereço de e-mail especificado em seu perfil. Alguns grupos desencorajavam os membros de divulgar seus endereços de e-mail devido a falsificação [en]. O grupo podia ter certas diretrizes para dizer aos membros que não exibam seus e-mails em seus perfis. Também havia um endereço de e-mail separado que podia ser usado apenas para entrar em contato com os administradores.
- Todos os grupos deviam estar em conformidade com o código de conduta da MSN[7] e tinham várias diretrizes para a associação de grupos individuais. Os membros que não cumprissem as regras do grupo podiam ter suas adesões canceladas ou serem banidos permanentemente.
- As pastas de documentos eram para armazenamento [en] e podiam ser disponibilizadas para membros ou apenas administradores, mas não para os que não eram membros. Ao adicionar um arquivo a uma pasta de documentos, isso contribuía para o limite de armazenamento do membro. Um álbum de fotos também podia ser criado para armazenar fotos e imagens para o site. Essas imagens podiam ser colocadas em uma página da web personalizada e nos painéis de mensagens. Adicionar imagens também contribuía para o limite de armazenamento. Carregar imagens e documentos exigia que o controle ActiveX fosse instalado. O limite de armazenamento era de 3 megabytes em todos os grupos e podia ser atualizado para 30 megabytes se a pessoa atualizasse para o Hotmail Plus da MSN (pago). Porém, no espaços da MSN uma quantidade ilimitada de imagens podia ser adicionada sem a necessidade de pagamento. Portanto, as imagens podiam ser vinculadas [en], pois estvam no domínio da MSN.
- A organização de eventos para o grupo podia ser feita usando a página calendário. Isso incorporava o calendário usado no Hotmail da MSN. Dependendo das configurações, os membros podiam contribuir para isso. Páginas especiais também podiam ser criadas para listas e links. Novamente, dependendo das configurações, os membros podiam ou não ser capazes de as adicionar.
- Se um grupo fosse colocado em uma categoria específica (como Xbox ou MSN Messenger), um tema seria aplicado automaticamente. Em vez da barra de cor violeta padrão na parte superior, era uma barra temática e os quadros de mensagens continham botões de cores diferentes. Alguns temas eram restritos a grupos criados nos Estados Unidos, embora houvesse uma solução alternativa para essa restrição.

## Encerramento
Em outubro de 2008, a Microsoft anunciou que o serviço Grupos da MSN seria encerrado em 21 de fevereiro de 2009. Os usuários tiveram a opção de migrar seus dados para o site social Multiply, parceiro da MSN para grupos online. O Grupos da MSN não se tornaria Grupos da Windows live [en], pois as ferramentas que poderiam ser utilizadas diferiam dos recursos do Grupos da MSN. O Grupos da Windows live não estava sendo lançado ou comercializado como um substituto para o Grupos da MSN. O grupos da MSN foi desativado como parte do desmantelamento do lado dos serviços da MSN. A única opção oficial dos Grupos da MSN foi a oportunidade de migrar para o Multiply. O grupos da Windows live foi integrado ao Windows live messenger e ao Windows live spaces e não tinha como acomodar o grande número de associados do Grupos da MSN.
Em 2012, aqueles que migraram seus grupos para o Multiply foram informados de que o site estava mudando o foco para o comércio eletrônico e não hospedaria mais páginas pessoais.